# 福田敏男
福田 敏男（ふくだ としお、1948年〈昭和23年〉12月12日 - ）は、日本のロボット研究者。セル構造化ロボットシステム「CEBOT」やブラキエーションロボットの提案者。IEEEではアジア人初の会長を務め、国際会議IROSやRO-MANを創設。名古屋大学で育てた博士は100人を超える。日本知能情報ファジィ学会では会長も務め、国際ロボットマイクロロボットメイズコンテストも創設した。学位は、工学博士（東京大学）。名古屋大学名誉教授。紫綬褒章、瑞宝中綬章の受章者。
工業技術院機械技術研究所研究員、東京理科大学講師、助教授、名古屋大学教授、名城大学教授、早稲田大学特任教授、エジプト日本科学技術大学研究担当副学長などを歴任。専門はロボット工学 、マイクロ・ナノテクノロジー、ソフトコンピューティングで、故障診断や液面振動制御、フレキシブルアーム、自己組織化ロボット、マイクロロボットなど多岐にわたる業績がある。テーラーメイド超精密手術シミュレータ 「EVE（イブ）」も開発し、研究室発ベンチャーの技術顧問も務める。
ヒューマンネットワークを唱え、IEEEではNanotechnology Councilを創設し、Robotics & Automation SocietyのPresidentや、Region 10やDivision XのDirectorを歴任。IEEEとASMEによる論文誌『Transactions on Mechatronics』も創設し、2020年にはIEEE会長を務めた。北京理工大学でも教授を務め（千人計画）、2017年には中国科学院外籍院士にも選出された。

## 来歴

### 生い立ち・学生時代
富山県生まれ。幼少期は鉄腕アトムに憧れ、ラジオ製作やバイクの分解、アルコールランプによるおもちゃのタービン実験などをしたと語っている。高校は富山県立富山中部高等学校に通い、同校の英会話教育が後の留学や国際会議での活動に寄与したという。早稲田大学理工学部機械工学科に進学し、1971年3月に卒業。早稲田大学では加藤一郎や土屋喜一の授業を受けた。

### 大学院生時代
東京大学大学院工学系研究科産業機械工学専攻に進学し、耐震や原子炉の安全を研究していた柴田碧の研究室に所属する。柴田からは研究テーマを与えられず自分で調査検討することになったが、それによって研究者として鍛えられたと述懐している。学会で企業の人と話し合っているうちに浮かんだアイデアを発展させ、後の博士論文の元になったという。
1973年3月に修士課程を修了し、博士後期課程に進学。1973年6月からアメリカ合衆国のイェール大学大学院へ留学。ナレンドラ教授のもとで適応制御に関する研究に取り組む。柴田から日本とアメリカのどちらで就職するか問われ、1975年6月に帰国。柴田が申請していた奨学金を帰国前に送ってくれたため、福田は帰国前の2か月間にヨーロッパを巡っている。なお、イェール大学には単位互換制度の1期生として留学していたが、2年間のうち1年は休学扱いになったという。
帰国後にファジィ理論の輪講が始まり、柴田研究室出身の原文雄らも顧問として参加していた。さらに柴田碧研究室と東京工業大学（東工大）の寺野寿郎研究室で相互開催された「あいまいシステム研究会」にも参加。研究会の内容は官能検査や法律問題にも及んだという。福田は寺野の人柄に触れるとともに、当時東工大飯野研究室に在籍していた廣田薫と交流を持つ。
福田は原子炉における異常発生の判定に因子分析を用い、カルマンフィルタによって発生個所を推定する手法を提案。日本機械学会に投稿した1977年の論文の討論では、「複雑な系である原子炉の過渡状態を解析して、迅速に異常を判定する方法は極めて有用」と評価された。博士論文のテーマは日本語で『原子炉システムの異常診断と安定な適応則の応用』というもので、1977年3月に博士課程を修了して工学博士の学位を取得する。

### 機械技術研究所、東京理科大学時代
1977年4月、通商産業省工業技術院機械技術研究所研究員（後、主任研究員。1979年10月には西ドイツのシュトゥットガルト大学に留学（客員研究員、1981年1月まで）。機械技術研究所では谷江和雄らの指導を受け、大型プロジェクト「海底設計生産システム」では億単位の予算を使用したという。1982年4月、東京理科大学工学部機械工学科講師に着任し、翌年4月には助教授。

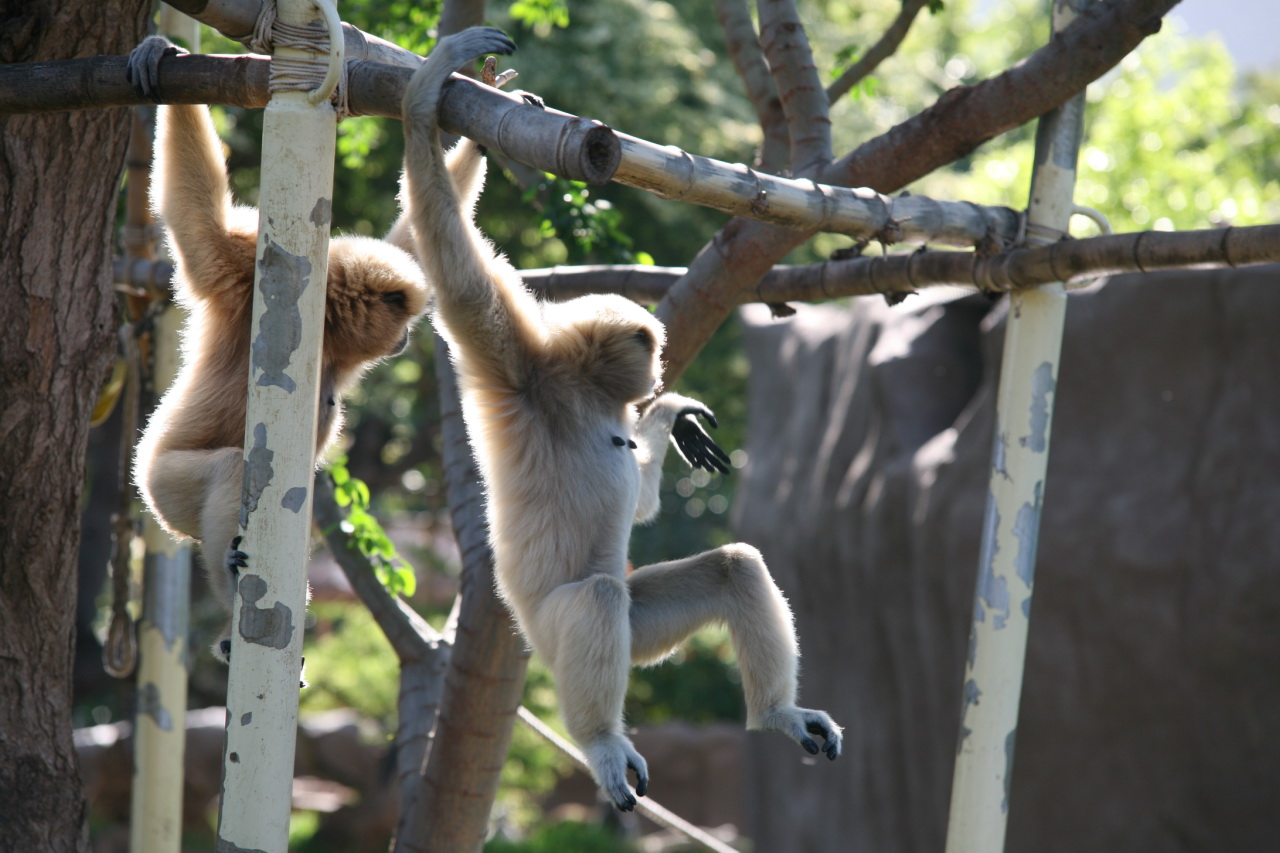
ブラキエーションで移動するテナガザル。生物の動画はこちらを、ロボットの動画はを参照。

東京理科大学ではテナガザルのように雲梯を移動するブラキエーションロボットを提案し、皇居周辺の堀から持ち帰った水を顕微鏡で見たことがきっかけで、マイクロマニピュレータやマイクロロボットの研究を開始する。また、フレキシブルロボットアームの振動抑制制御も実施。2リンクアームでは単一質点モデルが多かったが福田は分布定数系モデルを構築し、他の研究者にも用いられた。モータ重心の偏心によるリンクの連成スピルオーバ現象も明らかにした。
さらに管内検査ロボットの研究やパイプレスプラントの液体搬送ロボット（論文掲載は1990年）にも取り組んだ。液体搬送ではバネ・質点モデルを適用し、回転と傾動で液面の振動抑制を実現。適応制御も適用した。この間、1986年にはイェール大学の客員助教授を務める。客員助教授の招聘にあたって研究成果のまとめを求められ、福田は研究報告集を発行するようになる。
1987年には足を骨折し、入院したり松葉杖で歩いたりした。そんな折に香港の学会に出向くが、そこで原島文雄から国際会議のノウハウを学ぶ。さらに当時アメリカで流行していた研究でなくても発表できる国際会議の開催を決意。1988年に第1回目の国際会議IROSを東京理科大学で開催する。なお、初開催にあたってはニューテクノロジー財団などから援助を受け、第1回目以降も東芝や日立製作所から支援を受けたという。

### 名古屋大学教授として
1989年4月に名古屋大学工学部機械工学第二学科教授に就任。1992年4月に工学部機械情報システム工学科教授、1994年6月に大学院工学研究科マイクロシステム工学専攻教授（学部は機械情報システム工学科）、1997年4月に先端技術共同センター教授と変遷する。なお、1990年9月から1995年3月の間に小菅一弘が助教授として着任。小菅とは双腕マニピュレータで位置・力を直接ではなくコンプライアンスを制御する手法や、タスクオリエンテッドな仮想ツールによる制御を開発した。
福田は1980年代後半からソフトコンピューティング手法を取り入れた研究を行っており、ファジィ制御によるPID制御の保障や、遺伝的アルゴリズムによるファジィルールの自動生成などに取り組み、フレキシブルロボットアームにはニューラルネットワークを適用して非線形システムへの有効性を示している。後にアザラシ型ロボット「パロ」を開発する柴田崇徳も教え子で、共著の解説では行動型ロボットにおけるファジィやニューロ制御の進化に遺伝的アルゴリズムが適しているとした。

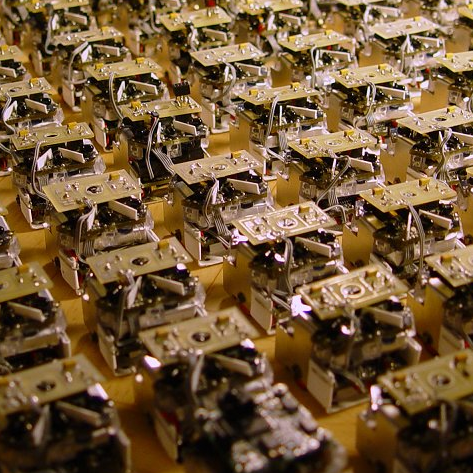
写真は1インチ以下サイズのマイクロロボット。1991年からの国際マイクロメイズロボットコンテストには1cm^{3}のロボットが登場するが、石原秀則と製作した教材は24×25×24mmサイズ。

1991年10月に名古屋で開催されたマイクロマシン国際シンポジウムにおいて、福田は「山登りマイクロメカニズム国際コンテスト」を開催。翌年の1992年にも「国際マイクロロボットメイズコンテスト」として開催し、以後毎年開催される。福田は実行委員長を務め、石原秀則らとマイクロロボットを題材とするロボット教室にも取り組んだ。福田はコンテストの自由に発想できる意義を説くとともに、「最後に必ずレポートを英文で書かせることが重要」と指摘している。
1993年にはイタリアのサンターナ大学院大学（Scuola Superiore S.Anna）の客員教授を務める。新菱冷熱工業とは風量検査ロボットの共同開発を行っており、ビジョンベースドな位置決めは海外でも評価されたと述懐している。また、石川島播磨重工とは小菅一弘とともに油圧式のパラレルメカニズムの共同研究を行い、三菱重工業とは位置検出器「Inductosyn」の改良に取り組んだ。
ブラキエーションロボットは全身12自由度のBrachiatorIIIに発展し、ディスカバリーチャンネルでも放映された。2000年には福田の研究グループの成果をもとにした編著『インテリジェントシステム』が刊行され、2003年には著書『鉄腕アトムのロボット学』が発刊。2002年にはアレクサンダー・フォン・フンボルト財団よりフンボルト賞を授与され、2003年度は「フンボルト財団研究賞教授」として活動した。

### 名古屋大学時代における要職の歴任
2000年に計測自動制御学会で新しい部門制が敷かれた際には初代システムインテグレーション部門長に就任し、2008年には国際会議SII（IEEE/SICE International Symposium on System Integration）を創設する。2003年から2年間は廣田薫の後を受けて日本知能情報ファジィ学会の会長に就任した。2002年には名古屋大学、東北大学、産業技術総合研究所、三井造船が連携するJSTプロジェクト 「環境適応型高性能対人地雷探知システムの研究開発」で研究代表を担当する。

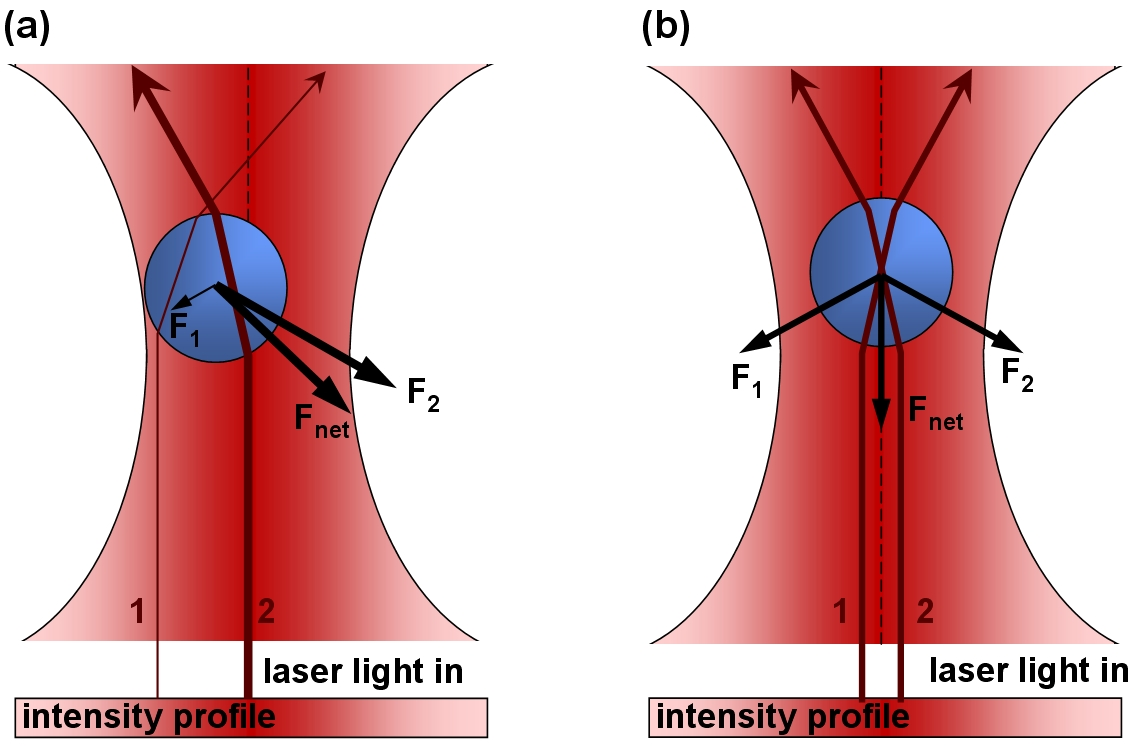
レーザーにより微粒子を制御する光ピンセット。福田と新井史人らはレーザートラップ力を計測して操作反力を返すバイラテラル制御系を構築した。

一方で2002年に梅崎太造らと特定非営利活動法人ヒューマンウェア・ネットワーク推進機構を設立し、理事長に就任。また、2003年に採択された名古屋大学の21世紀COEプログラム「情報社会を担うマイクロナノメカトロニクス」では当初サブリーダーを務め、途中からは拠点リーダーを担当する。2005年に名古屋大学大学院工学研究科マイクロシステム工学専攻教授（機械理工学専攻併任）。
テーラーメイド超精密手術シミュレータ 「EVE」を開発し、2005年には大学発ベンチャーとしてファイン・バイオメディアル有限会社が設立されている（代表は博士後期課程に在学していた池田誠一）。「EVE」は2006年の愛・地球博のプロトタイプロボット展にも出展された。2014年時点でアメリカ合衆国、イタリア、中華人民共和国、大韓民国、南アフリカ共和国に販売実績があるという。
また、2005-2009年度の科研費特定領域研究「マルチスケール操作によるシステム細胞工学」では領域代表を務め、A評価（研究領域の設定目的に照らして、十分な成果があった）を得る。さらに2008年度に採択されたマイクロ・ナノシステム工学専攻が推進するグローバルCOEプログラム「マイクロ・ナノメカトロニクス教育研究拠点」では拠点リーダーを担当し、同プログラムは「設定された目的は概ね達成された」という事後評価を得ている。2009年から2013年までエジプト日本科学技術大学でメカトロニクスの講義を担当し、2010年4月から2013年3月までは名古屋大学高等研究院の副院長も務めた。

### 名城大学時代
2013年3月で名古屋大学を定年退職し、4月には名誉教授に就任。同年4月には名城大学理工学部メカトロニクス工学科教授に学科創設と同時に就任。また、北京理工大学でも教授を務める（千人計画特別招聘教授）。2014年には日本機械学会のロボティクス・メカトロニクス部門の欧文誌として『ROBOMEC Jounarl』を創刊し、編集委員長を務める。2015年には「ロボット工学研究功績」により紫綬褒章を受章し、2016年1月にホテルナゴヤキャッスルで祝賀会が催された。2015年時点で名古屋大学福田研究室で博士号を取得した学生は94名に及び、2018年には101人に達している。
2018年にはIEEEの会長選挙に、理事会推薦ではなく会員から署名を集めて立候補。福田は会員数の増加、会費見直し、財政の透明化改善などを掲げ、インターネット投票で2位に5千票以上の差をつけてトップとなり、次期会長に選出される。この時、小菅一弘も副会長の一人に選出された。2020年にはIEEEでアジア人で初めての会長職に就任（任期は1年）。また、同年8月には科学技術担当大臣の竹本直一と対談している。
高西淳夫が所長を務める早稲田大学ヒューマノイド研究所では顧問を務め、2021年1月にはU-18障害者も楽しめるe-sports協会「edge」の会長にも就任。2021年時点で早稲田大学の特任教授や名古屋大学未来社会創造機構ナノライフシステム研究所の客員教授、科学技術振興機構ムーンショット型研究開発制度の目標3「2050年までに、AIとロボットの共進化により、自ら学習・行動し人と共生するロボットを実現」構想ディレクターを担当。

### 名古屋大学客員教授時代
2022年時点で名古屋大学未来社会創造機構客員教授、早稲田大学特命教授。同年春には瑞宝中綬章を受章し、同年7月にはエジプト日本科学技術大学の研究担当副学長に就任。2023年5月時点ではムーンショット型研究開発制度の目標3プログラムディレクターも務めている。

## 人物・逸話

### 家族からの影響
妻からは「リターンなんてそういうケチなことを考えちゃいけない」「人が困っていたらやりなさい、ボランティアでやりなさい」と言われたという。父親からの「実るほど頭が下がる稲穂かな」という言葉が忘れられないといい、「この姿勢でいると、自然と「ヒューマンネットワーク」も築かれる。夢中になればいつの間にか周りに人がいる。人がいるから、つながるからこそ必ず面白い何かが起こる。」と語っている。

### 国際的な学会活動
「アクティブな人」として知られ、37から38歳の時に原島文雄と設立したIROSを、ICRAと並ぶロボティクスのトップカンファレンスに育て上げた。ヒューマンリレーションシップやヒューマンネットワークを唱え、IROS設立にあたっては富山の薬売りを参考に「信用を得るには自分が動かなくちゃいけない」という精神で取り組んだという。
外国人からは「トシ」や「トーシオ」と呼ばれるといい、世界中の乾杯の音頭を知っていると語っている。日本では外国の研究者を銭湯に連れて行ったり、自宅に招いて狭いながらもパーティで応対していた。寿司と妻による簡単な料理程度の飲み会で、後片付けの皿洗いは福田自身でやっていたという。福田は「逆に相手から呼ばれれば時間がある限り行きます。そしてリターンを求めない。短い時間しかいられなくてもできる限り自分が行く。そこに「自分がいる」ということが重要」と説く。
名古屋大学で総長を務めた濵口道成からは、世界を飛び回るために大学より仁川国際空港で会う方が多いと言われ、栢森情報科学振興財団の理事長は、福田から「私の住所は飛行機の中」と言われたいう。また、生田幸士によると福田は元気のない若手に学会の仕事を与えて励ましていたといい、豊田工業大学学長を務めた榊裕之は「非凡な意欲とエネルギー」で通常は難しい教育研究と学会運営を両立させていると評価している。

### 教育研究と人材育成
福田は「研究の原動力は何かというと、人と会って「何か面白いことをやろう」と思う好奇心」と語る。夢中になると朝まで研究にのめりこむといい、教授になってからも学生と研究の話を朝までやっていたという。学生からは変わった先生と言われることもあったが、名古屋大学では博士課程まで行くことを勧めていたといい、2018年の時点で101名に達している。藤江正克は福田を「研究と教育がセットでできている人」と評価した。
講演ではロボットにはセレンディピティがあって教材向きと語っている。自身が設立した「国際ロボットメイズコンテスト」の実行委員長を務め、マイクロロボットを題材とするロボット教室にも取り組んだ。国際ロボフェスタ協会の理事や、日本ロボット学会ロボット教育研究専門委員会の委員も務めた。2021年にはU-18 障害者でも楽しめる e-sports協会の会長にも就任している。

### 研究の広がりと研究姿勢
研究業績として、紫綬褒章受章の2015年時に論文は795件、国際会議の発表は1250件に及んだ。研究領域は大規模システムからマイクロ・ナノテクノロジーに及び、マルチスケールロボティクスを提唱した。研究テーマの選定に対して「実用一辺倒だけでなく、「実用性（と思えるところ）」と「基礎性（長続きするところ）」が大切」とし、企業とロボットを研究開発する際にも「1台作って「終わり」ではなく、それから、その問題点を見い出し、整理し、体系化することが重要」と説く。
福田はメンテナスロボットの開発時に同じ設計を何度も繰り返すことからモジュラーロボット、自己組織化ロボットの研究を開始。「動的再構成可能ロボットシステムに関する研究」という学会発表は100報を超え、2000年に第111報に及んだ。2003年にはモジュラーロボットの研究情勢について、「現実の問題を理解し、ハードウェアの伴った良い理論的研究が少ない」「ハードウェア的に不可能な仮定の下に、いくら良い理論を作ってもしょうがありません」と記している。
学会発表について「相手を納得させることのできる発表をした後、質問が飛びかい、発表後も、質問者が来て討議し、次回の論文招待等のおさそいを受ける程、用意周到に準備することが次の「自信」をつけるポジティブフィードバックとなりうる」と説く。また、日本人は論理的な批判ではなく人間性を批判しているように受け止めることが多いと指摘し、2019年のインタビューでは「国内会議で質問する際にはあまり嫌がられないように気を使っている」と語っている。

## 主な社会的活動
（学術団体）
- IEEE - ライフフェロー[45]、会長（2020年度）[5][39]
  - Robotics & Automation Society（英語版） - President（1998-1999年）[45][30]
  - Industrial Electoronics Society（英語版） - Vice President（1990-1999年）[3]、Flexible Automation 委員長[77]
  - Division X - Director（2001-2002年、2017-2018年）[45][30]
  - IEEE/ASME『Transactions on Mechatronics』 - 創設者[30]、編集長（2000-2002年）[45][30]
  - Nanotechnology Council - Founding President（2002年、2005年、2007年）[30]
  - Region 10 - Director (2012-2014年)[45][30]
- 国際計測連合（英語版）（IMEKO）- ロボットセンサワーキンググループ日本代表[147]
- 日本知能情報ファジィ学会 - 名誉会員[148]、会長（2003-2006年）[41]
- 日本ロボット学会 - 名誉顧問[149]、フェロー[44]、ハザード・メンテインナンスロボット研究会主査[25]、『Advanced Robotics』編集長[44]
- 計測自動制御学会 - フェロー[45]、システムインテグレーション部門長（設立時）[107]
- 日本機械学会 - フェロー[45]、ロボティクス・メカトロニクス部門長[150]、『Journal of Robotics and Mechatronics』編集長[151]、『ROBOMECH Journal』編集委員長[122]
- 日本バーチャルリアリティ学会 - フェロー[45]
ほか、電気学会や日本原子力学会、VDI/VDEなどの会員[147]

（アカデミー）
- 日本工学アカデミー - 会員[152][153]
- 日本学術会議 - 第20期連携会員[154]、第21-22期第3部会員[155][154]（2008-2014年[30]）、第23-24期連携会員[156][154]
- 中国科学院 - 外籍院士[50][51]

（その他）
- 国際マイクロロボットメイズコンテスト - 実行委員長（1992年 - ）[157][91][42]
- 特定非営利活動法人 国際ロボフェスタ協会[注 5] - 理事[140]
- 特定非営利活動法人 ヒューマンウェア・ネットワーク推進機構 - 理事長（2002年 - ）[159][113]
- U-18 障害者でも楽しめる e-sports協会 - 会長（2021年 - ）[126]
- ファイン・バイオメディカル有限会社 - 技術顧問[48]

## 受賞・栄典

### 主な受賞歴
- IEEE
  - 2000年 - Third Millennium Medal[160]
  - 2004年 - Pioneer in Robotics and Automation Award[45][161][注 7]
  - 2005年 - Robotics and Automation Society Distinguished Service Award[45][162][注 8]
  - 2007年 - IEEE Transactions on Automation Science and Engineering Best New Application Paper Award[163][注 9]
  - 2010年 - Robotics and Automation Technical Field Award[45][164][注 10]

- 日本知能情報ファジィ学会
  - 2013年度 - 功績賞[165]

- 日本ロボット学会
  - 2004年度 - 論文賞「バイラテラル制御による非接触マイクロマニピュレーション」[112][注 11]
  - 2010年度 - 第3回功労賞「Ro-Manの創設ならびにIROS等の国際会議運営」[40]

- 計測自動制御学会
  - 2005年度 - 部門賞（学術業績賞）[36]
  - 2007年度 - 論文賞「トポロジカルモデルと結び目不変量を用いたマニピュレーションのためのロープの形状認識」[166][注 12]
  - 2010年度 - 技術賞「テーラーメイド型脳血管手術シミュレータEVEの開発」[166][注 13]

- 日本機械学会
  - 1995年度 - 部門功績賞（ロボティクス・メカトロニクス部門）[167]
  - 2010年度 - 日本機械学会賞（論文）「ATカット水晶振動子による小型荷重センサの設計と製作」[168][注 14]
  - 2013年度 - ロボティクス・メカトロニクス部門25周年部門功労表彰（部門の設立・運営・活性化への多大な貢献による）[169][注 15]
  - 2015年度 - 日本機械学会賞（技術功績）「ロボットの知能化とマイクロ・ナノロボットに関する研究、及び、その国際化への貢献」[26]

- FA財団（旧 高度自動化技術財団[3]）
  - 1991年度 - 業績表彰（本賞）「動的再構成可能ロボットシステムに関する研究 第4報」[170][注 16]
  - 2003年度 - 論文賞「高精度位置検出器における同期検波回路」[171][注 17]
  - 2016年度 - 論文賞「受動調芯原理を利用したロボットマニピュレータによる自動精密はめあい」[171][注 18]

- グッドデザイン賞
  - 2006年度 - ユニバーサルデザイン賞（医療トレーニング・評価用の超精密血管内手術シミュレータ「EVE（イブ）」）[47]
  - 2019年度 - グッドデザイン賞（バイオニックブレイン - 脳外科医のための手術トレーニングシステム）[172]

（その他）
- 2002年度 - フンボルト賞（アレクサンダー・フォン・フンボルト財団）[106]
- 2005年度 - 文部科学大臣表彰科学技術賞[45]
- 2007年度 - 「今年のロボット」大賞2007優秀賞「血管内手術の技術トレーニングのための超精密人体ロボット イブ」[173][注 19]
- 2013年度 - 第11回産学官連携功労者表彰文部科学大臣賞「血管内治療の技術トレーニングのためのテーラーメイド超精密手術シミュレータの開発」[174]
- 2014年度 - 中国政府友誼賞（中華人民共和国政府）[175][39]
- 2019年度 - 中日文化賞「ロボット工学の先進的研究と応用」（中日新聞社）[176][124]

### 栄典
- 2015年 - 紫綬褒章[44]
- 2022年 - 瑞宝中綬章[130][131][44]

## 著書
（単著）
- 『極限作業用知能ロボット ― メインテナンス・ロボットを中心として』 マグロウヒルブック、1986年3月、ISBN 4895010678
- 『鉄腕アトムのロボット学』 集英社、2003年4月、ISBN 4087812731。

（共著）
- 『Cellular robotics and micro robotic systems』 World Scientific〈World Scientific series in robotics and automated systems vol. 10〉、1994年、ISBN 981021457X。- T. Ueyamaとの共著。
- 『夢のマイクロロボット』 オーム社〈テクノライフ選書〉、1995年9月、ISBN 4274022978。- 光岡豊一との共著
- 『ファジィロボット ― インテリジェントシステムのためのソフトコンピューティング』 日本ファジィ学会編、朝倉書店〈ソフトコンピューティングシリーズ 8〉、1997年4月、ISBN 4254209975。- 柴田崇徳との共著
- 『Multi-locomotion robotic systems : new concepts of bio-inspired robotics』 Springer〈Springer tracts in advanced robotics 81〉、2012年、ISBN 9783642301346。-  Yasuhisa Hasegawa, Kosuke Sekiyama, Tadayoshi Aoyamaとの共著。
- 『今日、僕の家にロボットが来た。 ― 未来に安心をもたらすロボット幸学との出会い』 北大路書房、2019年9月、ISBN 9784762830792。- 上出寛子、新井健生（英語版）との共編著

（編集）
- 『Precision sensors, actuators, and systems』Kluwer Academic Solid mechanics and its applications v. 17、1992年、ISBN 0792320158。- H.S. Tzouとの共編
- 『人工生命の近未来 ― 新たな生をつくるテクノロジー』 時事通信社、1994年10月、ISBN 4788794306。- 柴田崇徳との共編
- 『Collective Robotics : First International Workshop, CRW'98, Paris, France, July 4-5, 1998 : proceedings』 Springer〈Lecture notes in computer science 1456 . Lecture notes in artificial intelligence〉、1998年、ISBN 3540647686。- Alexis Drogoul、Milind Tambeとの共編
- 『Soft computing for intelligent robotic systems』 Physica-Verlag Studies in fuzziness and soft computing vol. 21、1998年、ISBN 3790811475。- Lakhmi C. Jainとの共編
- 『Soft computing in mechatronics』 Physica-Verlag Studies in fuzziness and soft computing v. 32、1999年、ISBN 3790812129。- Kaoru Hirotaとの共編
- 『インテリジェントシステム ― 適応・学習・進化システムと計算機知能』 昭晃堂、2000年10月、ISBN 4785690585。- 編著
- 『Systematic organisation of information in fuzzy systems』 IOS Press , Ohmsha c2003 NATO science series ser. 3 . Computer and Systems sciences ; v. 184、2003年、ISBN 4274905462, 158603295X。- Pedro Melo-Pinto、Horia-Nicolai Teodorescuとの共編
- 『Microsurgery : advances, simulations, and applications』 Pan Stanford、2012年、ISBN 9789814364690。- Carlos Terceroとの共編
- 『Micro-nanorobotic manipulation systems and their applications』 Springer、2013年、ISBN 9783642363900。- Fumihito Arai、Masahiro Nakajimaとの共編
- 『Micro-nano mechatronics : new trends in material, measurement, control, manufacturing and their applications in biomedical engineering』 InTech、2013年、ISBN 9789535111047。- Tomohide Niimi、oro Obinataとの共編

（監修）
- 『ぼくらのともだちロボット大図鑑 ― だれでもロボット博士になれる』 PHP研究所、2001年9月、ISBN 4569683002。- 福田敏男 監修
- 『細胞分離・操作技術の最前線』 シーエムシー出版、2008年4月、ISBN 9784781300047。- 福田敏男、新井史人 監修
- 『細胞分離・操作技術の最前線』 シーエムシー出版〈普及版 CMCテクニカルライブラリー 535 . バイオテクノロジーシリーズ〉、2015年4月、ISBN 9784781310121。- 福田敏男、新井史人 監修

（分担執筆）
- 『人工現実感の設計 ― 究極のインタフェースを求めて』 佐藤誠編、培風館〈バーチャルリアリティの基礎 2〉、2000年2月、ISBN 4563015326[注 20]。

## 主な著作

### 学位論文
- 『Malfunction diagnosis and application of stable adaptive schemes for a nuclear reactor system』東京大学博士学位論文〈甲第4239号〉、1977年3月29日、NAID 500000297644。[注 21]

### 総合論文
- 「セル構造化ロボットシステムに関する研究 ― 適応性, 自己組織性, 自己進化性のあるロボットを目指して ―」『日本ロボット学会誌』第12巻第1号、1994年、116-132頁。- 川内陽志生、稲葉忠との共著
- 「空調用吹出空気検査自動化のための風量検査ロボットの試作・評価実験」『日本ロボット学会誌』第14巻第5号、1996年、720-732頁。- 伊藤茂則、新井史人、阿部靖則、田中幸悦、田中祥夫との共著

### 技術解説
（安全・信頼性）
- 「故障診断」『計測と制御』第22巻第1号、1983年、87-92頁。
- 「故障診断用エキスパートシステム」『日本機械学会誌』第89巻第815号、1986年、1169-1173頁。
- 「ソフトウェアプログラム設計,作成支援システム」『日本機械学会誌』第90巻第827号、1987年、1319-1324頁。

（メンテナンスロボット）
- 「検査ロボットの将来」『日本ロボット学会誌』第4巻第5号、1986年、506-507頁。
- 「プラント検査メインテナンスロボット」『日本ロボット学会誌』第4巻第5号、1986年、536-539頁。
- 「ロボットによる自動検査」『日本信頼性技術協会誌』第10巻第1号、1988年、51-64頁。
- 「大規模構造物の保全技術とその自動化」『計測と制御』第27巻第6号、1988年、493-496頁。
- 「ロボットハンドの研究開発の現状と将来」『日本ロボット学会誌』第7巻第5号、1989年、486-490頁。
- 「メンテナンスロボット」『日本機械学会誌』第93巻第865号、1990年、971-976頁。
- 「ライフサイクルデザインにおけるメンテナンスの役割」『精密工学会誌』第66巻第12号、2000年、1862-1865頁。- 新井史人との共著

（インテリジェント制御）
- 「ニューラルネットワーク（基礎編）」『農業機械学会誌』第52巻第6号、1990年、99-103頁。- 柴田崇徳との共著
- 「ニューラルネットワーク（応用編）」『農業機械学会誌』第53巻第1号、1991年、103-108頁。- 柴田崇徳との共著
- 「ニューラルネットワーク技術」『電気学会雑誌』第111巻第1号、1991年、8-13頁。- 柴田崇徳との共著
- 「ニューラルネットワークを用いた位置・力の適応制御」『日本ロボット学会誌』第9巻第6号、1991年、778-783頁。- 柴田崇徳との共著
- 「階層行動アーキテクチャ ― 適応と学習によるシステムの最適化 ―」『日本ロボット学会誌』第11巻第8号、1993年、1111-1117頁。- 柴田崇徳との共著
- 「ロボットの知的制御方法」『バイオメカニズム学会誌』第18巻第3号、1994年、129-135頁。- 下島康嗣との共著
- 「ロボティクスにおける創発と進化 ― 進化的計算手法とロボティクス」『日本ロボット学会誌』第15巻第5号、1997年、667-670頁。- 久保田直行との共著

（マイクロ・医療ロボティクス）
- 「バイオ分野における視覚認識技術」『精密工学会誌』第56巻第2号、1990年、251-254頁。- 長谷川修との共著
- 「マイクロマシンにおけるこれからの制御技術」『計測と制御』第31巻第1号、1992年、142-145頁[注 22]
- 「マイクロアクチュエータの最近の動向」『日本機械学会誌』第96巻第899号、1993年、868-871頁。- 新井史人との共著
- 「マイクロマシンの自律分散制御」『日本ロボット学会誌』第12巻第4号、1994年、531-536頁。- 石原秀則との共著
- 「超磁歪マイクロ移動ロボット」『精密工学会誌』第60巻第12号、1994年、1703-1704頁。- 新井史人との共著
- 「マルチメディアとロボット技術」『日本ファジィ学会誌』第7巻第6号、1995年、1104-1113頁。- 新井史人との共著。
- 「システム細胞工学とロボティクス」『日本ロボット学会誌』第25巻第2号、2007年、174-177頁。
- 「マルチメディア遠隔医療」『計測と制御』第37巻第1号、1998年、51-54頁。- 新井史人との共著
- 「Bringing the nanolaboratory inside electron microscopes」『Nanotechnology Magazine, IEEE』第2巻第2号、2008年6月、18-31頁、NAID 120001101525。（英語）[注 23]

（分散・ネットワークロボット）
- 「分散型ロボットシステム ― 通信量からみたシステム組織の集中と分散 ―」『日本ロボット学会誌』第10巻第3号、1992年、329-333頁。- 植山剛との共著
- 「マルチモジュールロボット ― 自己組織化ロボットを中心に ―」『計測と制御』第31巻第11号、1992年、1137-1142頁。- 植山剛との共著
- 「ネットワーク型ロボットシステム ― インテリジェントコミュニケーションを目指して ―」『日本ロボット学会誌』第12巻第6号、1994年、780-784頁。- 関山浩介との共著
- 「21世紀のロボット工学 ― ユビキタスロボットを目指して ―」『計測と制御』第40巻第1号、2001年、22-24頁。
- 「モジュラーロボット ― モジュール型二次元搬送システム ―」『日本ロボット学会誌』第21巻第8号、2003年、847-850頁。- 高川功、関山浩介との共著

（その他）
- 「柔軟構造のメカニズムと制御」『精密工学会誌』第54巻第5号、1988年、838-842頁。
- 「コンプライアンス制御と柔軟接触問題」『精密工学会誌』第55巻第7号、1989年、1189-1193頁。- 谷江和雄との共著
- 「室内作業移動型ロボット ― 建設作業ヘの応用 ―」『日本ロボット学会誌』第13巻第7号、1995年、916-919頁。[注 24]
- 「2050年 AIとロボットの共進化は私たちの未来をどう変えるか」『電機連合NAVI』第82号（2022年Ⅱ号）、2022年5月、15-18頁。

### 講演録・回想・展望など
（講演録）
- 「自動化機器部会から知能ロボットとシステムへ」『計測と制御』第54巻第12号、2015年、874-877頁（講演 - 福田敏男、編集担当 - 三好孝典）。

（ロボティクスや研究開発について）
- 「外国のロボット研究プロジェクトの現況」『日本ロボット学会誌』第8巻第1号、1990年、87-91頁。
- 「ロボティクスの研究と手法」『精密工学会誌』第60巻第1号、1994年、20-22頁。
- 「福田研究室 名古屋大学大学院工学研究科マイクロシステム工学専攻」『日本バーチャルリアリティ学会誌』第1巻、1996年12月、81-83頁。
- 「ロボットと私の研究ノート」『日本ロボット学会誌』第24巻第3号、2006年、333-337頁。

（回想、提言、寄稿）
- 「マイクロマシン国際シンポジウム ― 第4回目を迎えて ―」『マイクロマシン』第4/5号、財団法人マイクロマシンセンター、1993年10月、3-5頁。
- 「寺野寿郎先生とファジィ研究事始」『知能と情報』第17巻第2号、2005年、138-139頁。
- 「未来のインテリジェントな生活ライフをめざした第26回IECON会議」『学術の動向』第6巻第3号、2001年、82-85頁。- 原島文雄との共著。
- 「― 歴代会長からのメッセージ ー オンザロックから生まれるソフトコンピューティング」『知能と情報』第21巻第6号、2009年、919-928頁。
- 「特別寄稿 国際会議とヒューマンネットワーク」『神通会会報』第44号、神通中学校・富山中部高等学校同窓会、2012年10月、1頁。
- 「特別寄稿 福田敏男 名古屋大学名誉教授」『平成30年度東山会会報』名古屋大学工学部機械系学科同窓会東山会、2018年、3-6頁。